# انتشارات مبتکران
انتشارات مبتکران(وابسته به شرکت آموزشی فرهنگی مبتکران) یک مؤسسه انتشاراتی ایرانی است که در زمینه چاپ کتاب‌های کمک آموزشی به خصوص دوره دبیرستان فعالیت می‌کند. از مجموعه کتاب‌های این انتشارات می‌توان به مرشد، رشادت، پایا و یوز اشاره نمود این انتشارات در سال ۱۳۶۷ کار خود را آغاز کرده‌است.

## کتاب‌ها
این انتشارات حدود ۲۰۵۰ کتاب در این زمینه‌ها منتشر کرده‌است:
- دائرةالمعارف و فرهنگ لغات
- کتاب‌های دانشگاهی
- کتاب‌های ورزشی
- کتاب‌های کودک و نوجوان
- کتاب‌های آموزشی و کمک آموزشی

انتشارات مبتکران برای مقطع‌های ابتدایی، راهنمایی، دبیرستان و کنکور کتاب‌های کمک‌آموزشی منتشر کرده‌است. هم‌چنین این انتشارات کتاب‌هایی برای آمادگی امتحانات ورودی مدارس استعدادهای درخشان منتشر کرده‌است.

## افتخارات
مبتکران در سال‌های ۱۳۷۵ و ۱۳۸۷ و ۱۳۸۸ از طرف وزارت فرهنگ و ارشاد اسلامی به عنوان ناشر نمونهٔ کشور انتخاب شده‌است. این نشر در جشنواره کتاب‌های کمک آموزشی رشد (وزارت آموزش و پرورش) نیز در سال‌های ۱۳۸۶ و ۱۳۹۰ به عنوان ناشر برگزیده شناخته شد. تعدادی از کتاب‌های این انتشارات در کتابنامه‌های رشد وزارت آموزش و پرورش به عنوان کتاب مناسب معرفی شده‌اند.

## انتشارات پیشروان
شرکت آموزشی و فرهنگی مبتکران واحد دیگری را با نام انتشارت پیشروان تأسیس کرده که این واحد بر انتشار کتاب‌های علمی، پیشرفته دبیرستانی و المپیادها تمرکز دارد.

## انتشارات اندیشه‌سازان
به دنبال اعلام توقف فعالیت انتشارات اندیشه‌سازان که یک ناشر کتاب‌های آموزشی کنکور بود، از تابستان سال ۸۴ طی توافقنامه‌ای حق نشر کتاب‌های اندیشه‌سازان به انتشارات مبتکران واگذار شد. از شهریور ۸۴ کتاب‌های انتشارات اندیشه‌سازان با نشان مبتکران چاپ و به بازار عرضه شده و در سال ۸۵، این کتاب‌ها مورد ویرایش و تجدید نظر کلی قرار گرفتند.